# Finale de la Coupe des clubs champions européens 1956-1957
La finale de la Coupe des clubs champions européens 1956-1957 est la deuxième finale de la Coupe des clubs champions européens, et la première à se tenir dans le stade de l'un des finalistes. Elle oppose le club espagnol du Real Madrid CF, tenant du titre, au club italien de la Fiorentina.
La rencontre se déroule le 30 mai 1957  au Stade Santiago Bernabéu à Madrid devant 124 000 spectateurs. Le Real Madrid l'emporte sur le score de 2-0, remportant ainsi sa deuxième Coupe des champions consécutive.
Le trophée sera remis à Miguel Muñoz par les mains du général et chef de l'état espagnol Francisco Franco.

## Parcours des finalistes
Note : dans les résultats ci-dessous, le score du finaliste est toujours donné en premier (D : domicile ; E : extérieur).
| Real Madrid                         | Real Madrid                         | Real Madrid                         | Real Madrid                         | Real Madrid                         |                     | AC Fiorentina            | AC Fiorentina | AC Fiorentina | AC Fiorentina |
| ----------------------------------- | ----------------------------------- | ----------------------------------- | ----------------------------------- | ----------------------------------- | ------------------- | ------------------------ | ------------- | ------------- | ------------- |
| Adversaire                          | Total                               | Aller                               | Retour                              | Appui                               | Tour                | Adversaire               | Total         | Aller         | Retour        |
| Exempté en tant que tenant du titre | Exempté en tant que tenant du titre | Exempté en tant que tenant du titre | Exempté en tant que tenant du titre | Exempté en tant que tenant du titre | Préliminaire        | Exempté                  | Exempté       | Exempté       | Exempté       |
| Rapid Vienne                        | 7 - 5                               | 4 - 2 (D)                           | 1 - 3 (E)                           | 2 - 0                               | Huitièmes de finale | IFK Norrköping           | 2 - 1         | 1 - 1 (D)     | 1 - 0 (E)     |
| OGC Nice                            | 6 - 2                               | 3 - 0 (D)                           | 3 - 2 (E)                           |                                     | Quarts de finale    | Grasshopper Zurich       | 5 - 3         | 3 - 1 (D)     | 2 - 2 (E)     |
| Manchester United                   | 5 - 3                               | 3 - 1 (D)                           | 2 - 2 (E)                           |                                     | Demi-finales        | Étoile rouge de Belgrade | 1 - 0         | 1 - 0 (E)     | 0 - 0 (D)     |

## Feuille de match
| 30 mai 1957 | Real Madrid                       | 2 – 0   | AC Fiorentina | Stade Santiago Bernabéu, Madrid            |                                            |
| 17 h 30 CET | Di Stéfano 69e (pen.) · Gento 75e | (0 – 0) |               | Spectateurs : 124 000 Arbitrage : Leo Horn | Spectateurs : 124 000 Arbitrage : Leo Horn |
| 17 h 30 CET | Rapport                           |         |               | Spectateurs : 124 000 Arbitrage : Leo Horn | Spectateurs : 124 000 Arbitrage : Leo Horn |

| Real Madrid | Fiorentina |

| G                        | 1  | Juan Alonso        |
| D                        | 2  | Manuel Torres      |
| D                        | 5  | Marquitos          |
| D                        | 3  | Rafael Lesmes      |
| D                        | 4  | Miguel Muñoz       |
| M                        | 6  | José María Zárraga |
| M                        | 7  | Raymond Kopa       |
| M                        | 8  | Enrique Mateos     |
| M                        | 9  | Alfredo Di Stéfano |
| A                        | 10 | Héctor Rial        |
| A                        | 11 | Francisco Gento    |
| Entraîneur :             |    |                    |
| José Villalonga Llorente |    |                    |

| G                 | 1  | Giuliano Sarti   |
| D                 | 2  | Ardico Magnini   |
| D                 | 3  | Alberto Orzan    |
| D                 | 4  | Sergio Cervato   |
| D                 | 5  | Aldo Scaramucci  |
| M                 | 6  | Armando Segato   |
| M                 | 7  | Julinho          |
| M                 | 8  | Guido Gratton    |
| M                 | 9  | Giuseppe Virgili |
| A                 | 10 | Miguel Montuori  |
| A                 | 11 | Claudio Bizzarri |
| Entraîneur :      |    |                  |
| Fulvio Bernardini |    |                  |